# Patto a quattro
Il Patto a quattro, conosciuto anche come Patto delle quattro potenze, era un trattato internazionale di consenso e cooperazione tra Gran Bretagna, Francia, Italia fascista e Germania nazista, proposto da Mussolini nel 1933, che fu siglato il 7 giugno 1933 e firmato il 15 luglio 1933 a Palazzo Venezia a Roma. Il patto non fu ratificato dal parlamento francese.

## Storia

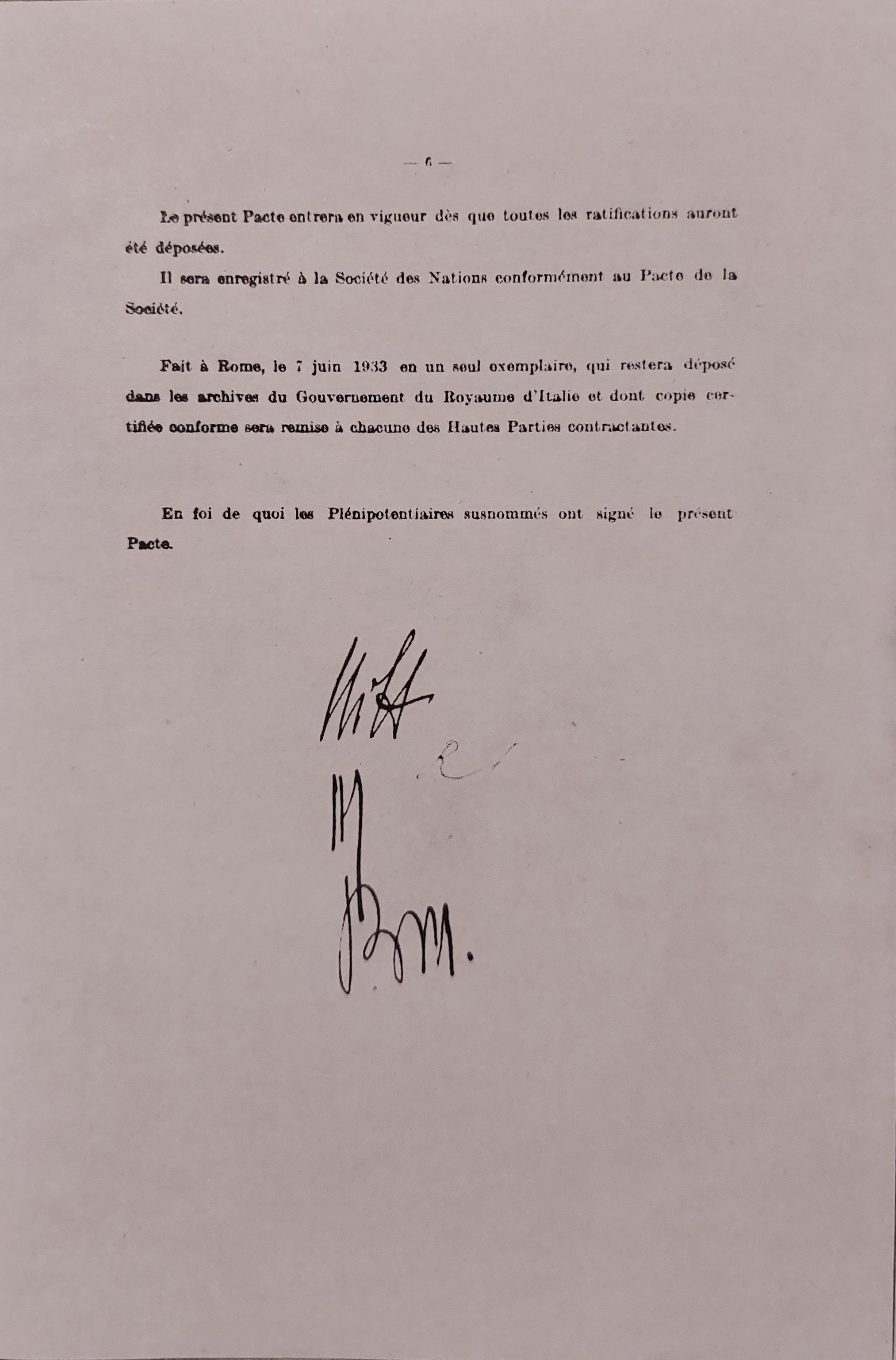
Sigle sul Patto a quattro, dal libro Il patto Mussolini di Francesco Salata

### Contesto
Ideatore e principale propagandista del patto fu Benito Mussolini, che ne completò il manoscritto originale durante uno dei suoi brevi soggiorni alla Rocca delle Caminate nel marzo del 1933. Sullo sfondo della Grande depressione e dell'ascesa del Fascismo, Mussolini chiese l'istituzione del Patto delle quattro potenze il 19 marzo 1933, come mezzo migliore per garantire la sicurezza internazionale. Secondo il piano, i piccoli paesi avrebbero avuto meno accesso alla politica delle grandi potenze. I rappresentanti di Regno Unito, Francia, Germania e Italia firmarono una versione rivista dell'originario schema mussoliniano, che tuttavia ne rimaneva fedele nei principi fondamentali.
Il motivo principale che spinse Mussolini a proporre il patto fu il suo desiderio di rapporti più stretti con la Francia. Mentre l'obiettivo di Mussolini poteva essere stato quello di «calmare i nervi dell'Europa», il patto ebbe in realtà l'effetto opposto. Esso ribadì l'impegno di ciascun paese nei confronti della Convenzione della Società delle Nazioni, dei Trattati di Locarno e del Patto Briand-Kellogg.
Il patto doveva essere una soluzione al problema dell'unificazione dei poteri sovrani e della loro azione ordinata, che era l'obiettivo della Società delle Nazioni. L'obiettivo di Mussolini era ridurre il potere dei piccoli stati nella Società delle Nazioni.
Il patto delle quattro potenze fu di scarso valore, ma non del tutto privo di merito. Esso doveva essere una soluzione allo sfruttamento dell'equilibrio di potere, che interessava l'Italia, oltre che agli inglesi.

### Negoziazione, sigla e firma
Il patto fu sostenuto da tutte e quattro le grandi potenze, così come da altri stati. MacDonald fu il primo a venire in Italia per discutere il patto, anticipando Mussolini, secondo Salata, evidentemente informato dell'idea del Duce. La Francia alla fine approvò il patto e nell'aprile 1933 Daladier e Paul-Boncour espressero il loro sostegno alla continuazione dei negoziati per il patto. Parimenti, il Gran consiglio del Fascismo diede il suo forte appoggio all'«azione del capo del governo fascista». Nell'aprile 1933 Roma fu informata che il Belgio salutava l'idea mussoliniana di un patto tra le quattro potenze, precisando solo che si aspettava di essere coinvolto nelle discussioni quando queste toccavano gli interessi del Belgio, specialmente quando si sarebbe discusso delle colonie in Africa,  ricevendo assicurazioni dall'Italia al riguardo. Nello stesso mese von Papen salutò la «geniale idea di Mussolini», mentre Hitler, nel suo discorso del 17 maggio, ribadiva il suo sostegno e la sua approvazione al patto.

#### L'incidente di Pentecoste
Durante i negoziati si verificò quello che divenne noto come "l'incidente di Pentecoste". Quando si pensava che le quattro potenze avessero raggiunto un accordo, con il Times del 31 maggio che dava addirittura per scontata la pubblicazione del patto per il giorno successivo, risultò che la Francia aveva acconsentito negoziando su una precedente versione del patto, diversa da quelle prese in considerazione al momento dagli altri paesi. Tutto doveva quindi essere ricominciato da capo. L'ultimo testo, che si credeva approvato da tutti, era sconosciuto a Parigi, da cui il governo francese aveva negoziato sulla base di un testo diverso. Quest'ultimo era una versione precedente, proposta dagli stessi francesi. Fu accusato il telefono, che aveva sostituito lettere e telegrammi nell'ultima parte del negoziato; inoltre, furono sollevati sospetti di un complotto. L'ambasciatore francese de Jeuvenel, convinto sostenitore del patto di Mussolini, si prese tutta la colpa, aggiungendo che qualsiasi errore doveva essere avvenuto in buona fede. Si era negoziato rapidamente nelle fasi finali, dopo essere andati a rilento all'inizio. Salata osservò che «gli strumenti moderni avevan giocato un brutto tiro». Salata notò anche che l'uso estensivo del telefono nell'ultima parte del negoziato avrebbe reso difficile il compito dei futuri storici del Patto a quattro, che non avrebbero trovato documenti scritti per tutte le fasi del negoziato.

#### Firma
La differenza tra i testi, e la radice del disaccordo, era legata all'articolo 3 del patto. Quest'ultimo aveva a che fare con la questione del disarmo, che interessava soprattutto la Germania. Dopo "l'incidente di Pentecoste", i francesi proposero di sopprimere semplicemente l'articolo 3, idea che fu subito respinta dalle altre potenze. Alla fine le quattro grandi potenze si accordarono su una versione apparentemente più generica dell'articolo 3, proposta dagli inglesi, che costituiva in sostanza un «ritorno all'originario schema mussoliniano».
Alle 17:30, dopo il consenso di Berlino, le quattro potenze si accordarono per siglare il patto. Mussolini si recò quindi a Palazzo Madama, dove pronunciò al Senato il suo discorso sul patto. Mussolini ne aveva composto la parte centrale nei giorni precedenti, ritoccandone la dattilografia sino all'ultimo momento, forse anche durante il tragitto verso Palazzo Madama. Il suo discorso fu molto lodato, con Salata che lo definì il più grande discorso mai pronunciato da un capo di stato o ministro italiano, e la più grande interpretazione del «sentimento e le ragioni di vita degli altri e dell'universalità». Dopo il discorso di Mussolini al Senato, il patto fu siglato a Palazzo Venezia quella sera stessa, alle 19:30.
Il patto fu infine firmato il 15 luglio a Palazzo Venezia. Nel protocollo della sigla si era convenuto che, qualunque sarebbe stato il giorno della firma, il patto avrebbe portato la data del 7 giugno 1933, atto espressivo della volontà dei governi.

## Esito
Il documento che fu firmato somigliava poco alla proposta iniziale. In pratica, il Patto a quattro si dimostrò di scarsa importanza negli affari internazionali, ma fu un fattore che contribuì fondamentalmente al Patto di non aggressione tedesco-polacco del 1934.
È stato detto che il Patto a quattro avrebbe potuto salvaguardare l'equilibrio di potere europeo con la speranza di mantenere la pace e la sicurezza in Europa. Tuttavia, la Grande depressione era abbondante in Europa e anche l'ascesa al potere di Hitler rendono questa ipotesi improbabile. La dipendenza della Polonia dalla Francia si era indebolita ed erano emersi atteggiamenti diversi riguardo al patto tra Polonia e Cecoslovacchia. L'opposizione alla revisione del Patto a quattro fu espressa dalla Polonia e dalla Piccola Intesa, come risulta evidente dalla diluizione francese del patto che portò alla sua forma finale. È evidente che il Patto a quattro ebbe un impatto negativo sugli alleati della Francia nell'Europa centrale e orientale.

## Reazione dell'URSS
Esprimendo la propria insoddisfazione per il Patto a quattro, Mosca sottolineò innanzitutto di non gradire il fatto che l'URSS fosse stata lasciata fuori dal quadro di un accordo così importante (il che ritenevano dimostrare di nuovo la politica provocatoria della Francia e della Gran Bretagna). «Senza di noi, quindi, contro di noi», fu rivolto ai diplomatici francesi dai dipendenti del Commissariato del popolo per gli affari esteri dell'Unione delle Repubbliche Socialiste Sovietiche. Allo stesso tempo, la diplomazia sovietica chiarì che alcune componenti del Patto a quattro le andavano bene: ad esempio, a Mosca non dispiaceva modificare i confini tra l'Ungheria e l'Italia.
Allo stesso tempo, riferendosi all'idea di rivedere i confini nel Baltico meridionale (tra Germania, Polonia e i Paesi baltici), il Commissario del popolo per gli affari esteri Maksim Litvinov, affermò che l'URSS non voleva rimanere indifferente in questo processo. La comprensione sovietica della "partecipazione" dell'URSS alla revisione dei confini baltici fu rivelata dall'emissario segreto del Cremlino a Varsavia, Karl Radek, nell'estate del 1933. A nome di Iosif Stalin, Radek propose ai polacchi un piano secondo il quale la Polonia avrebbe annesso la Lituania e l'Unione Sovietica avrebbe ricevuto un altro compenso. Allo stesso tempo, il dittatore polacco Jozef Pilsudski non accettò questa proposta, che implicava la restituzione del corridoio di Danzica alla Germania in cambio della Lituania.

## Galleria d'immagini

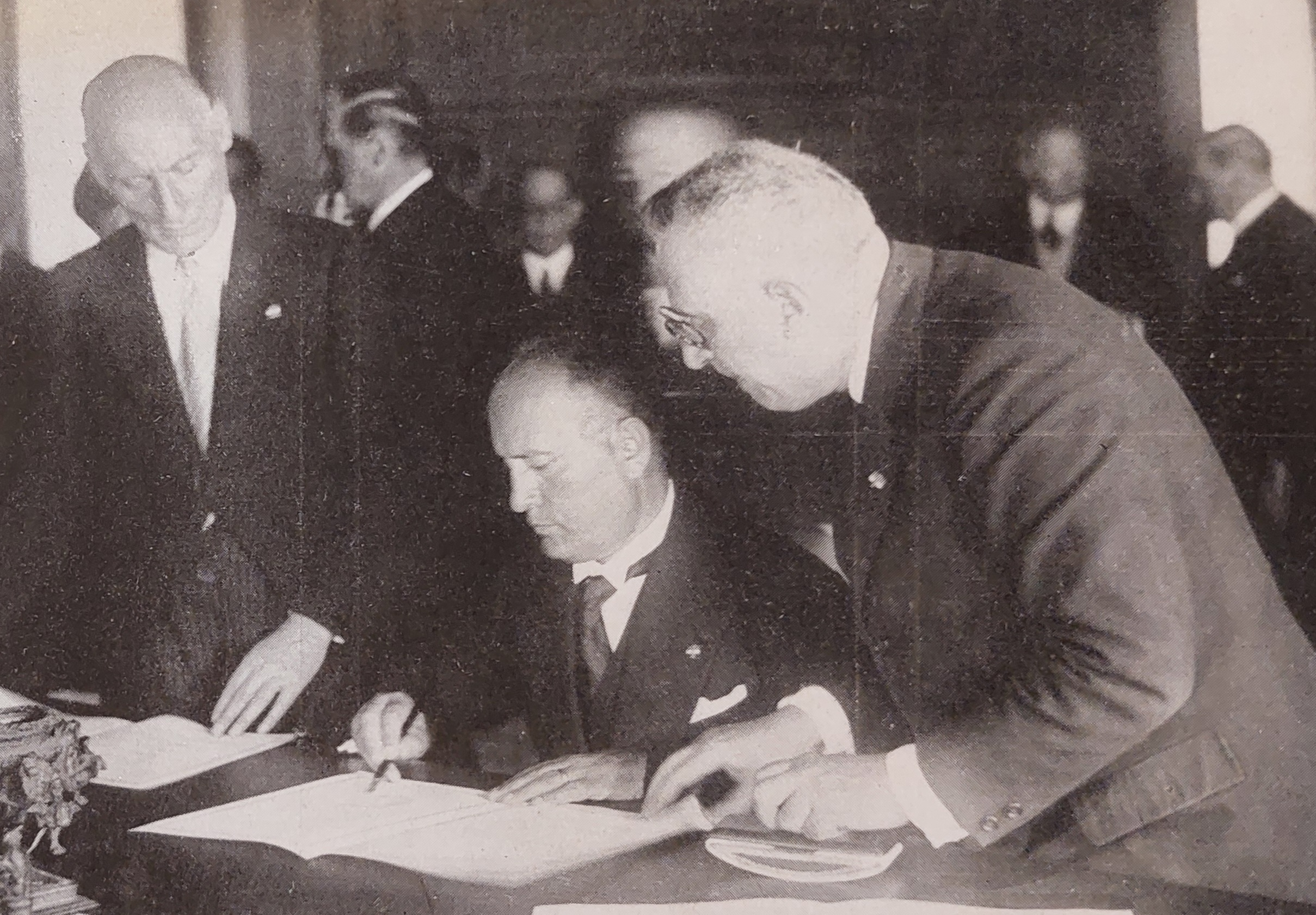
Benito Mussolini firma il Patto a quattro a Palazzo Venezia a Roma, 15 luglio 1933
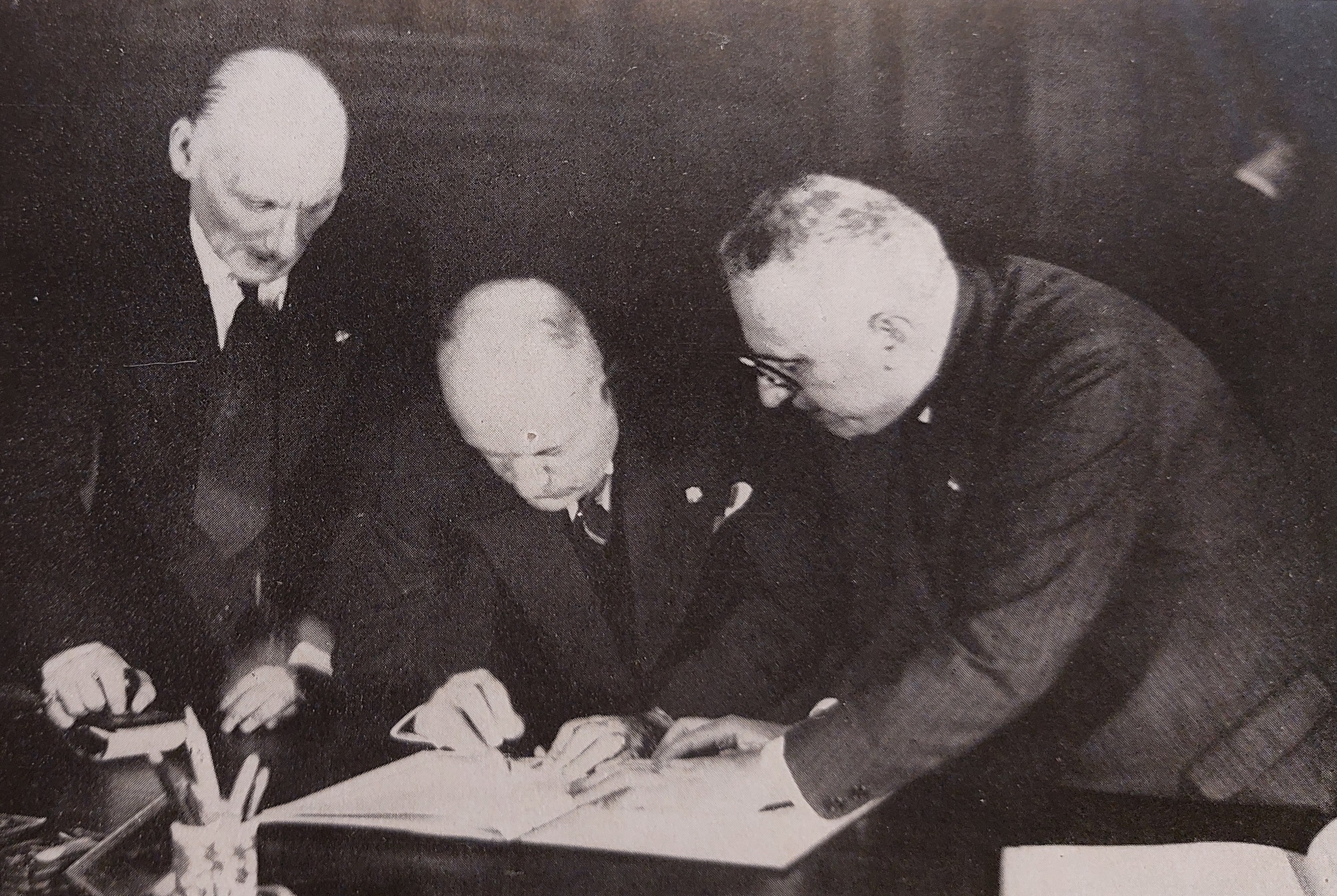
Benito Mussolini sigla il Patto a quattro, 7 giugno 1933
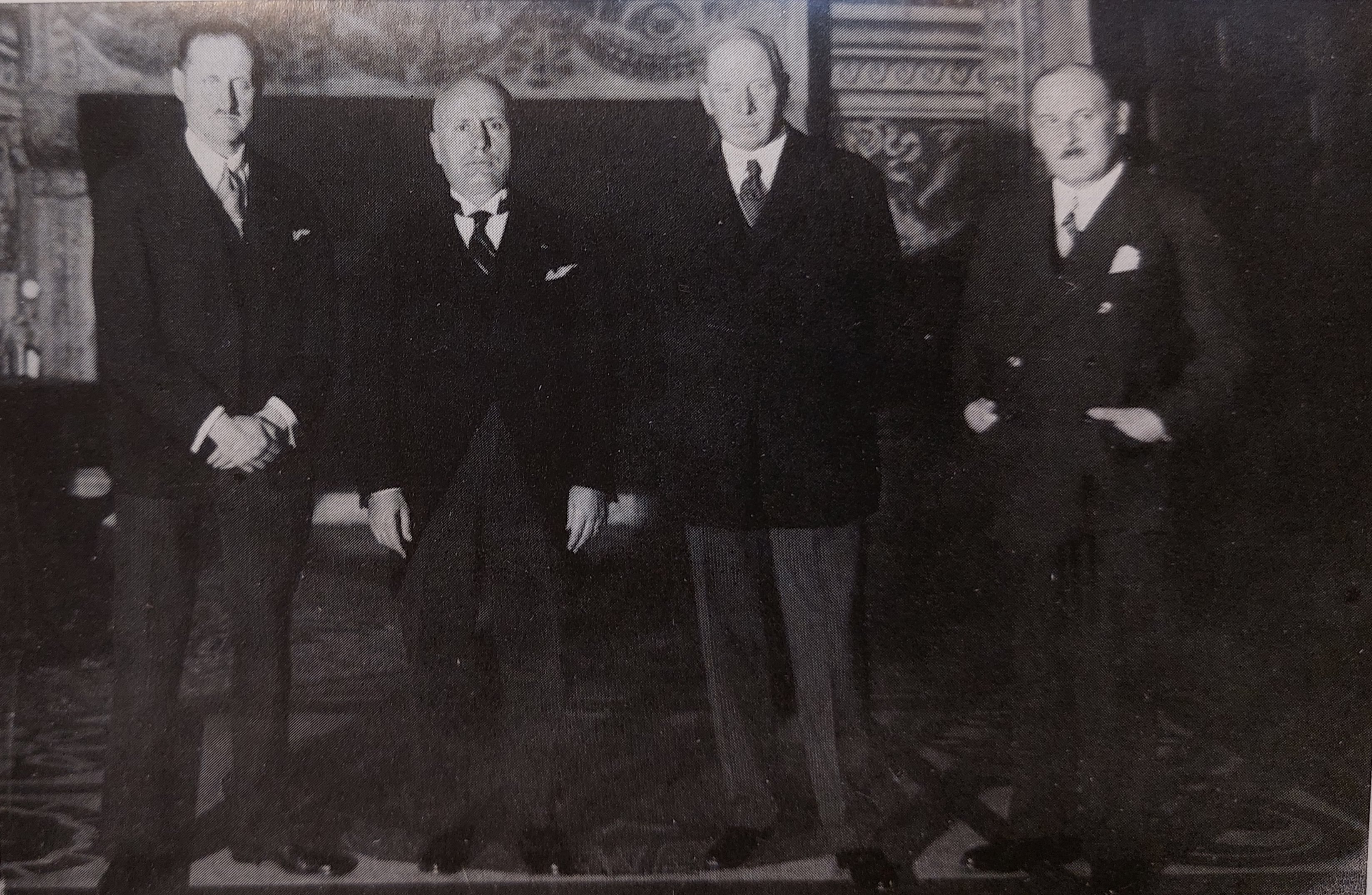
Ulrich von Hassell, Benito Mussolini, Ronald William Graham e Henry de Jouvenel dopo la sigla del patto, 7 giugno 1933
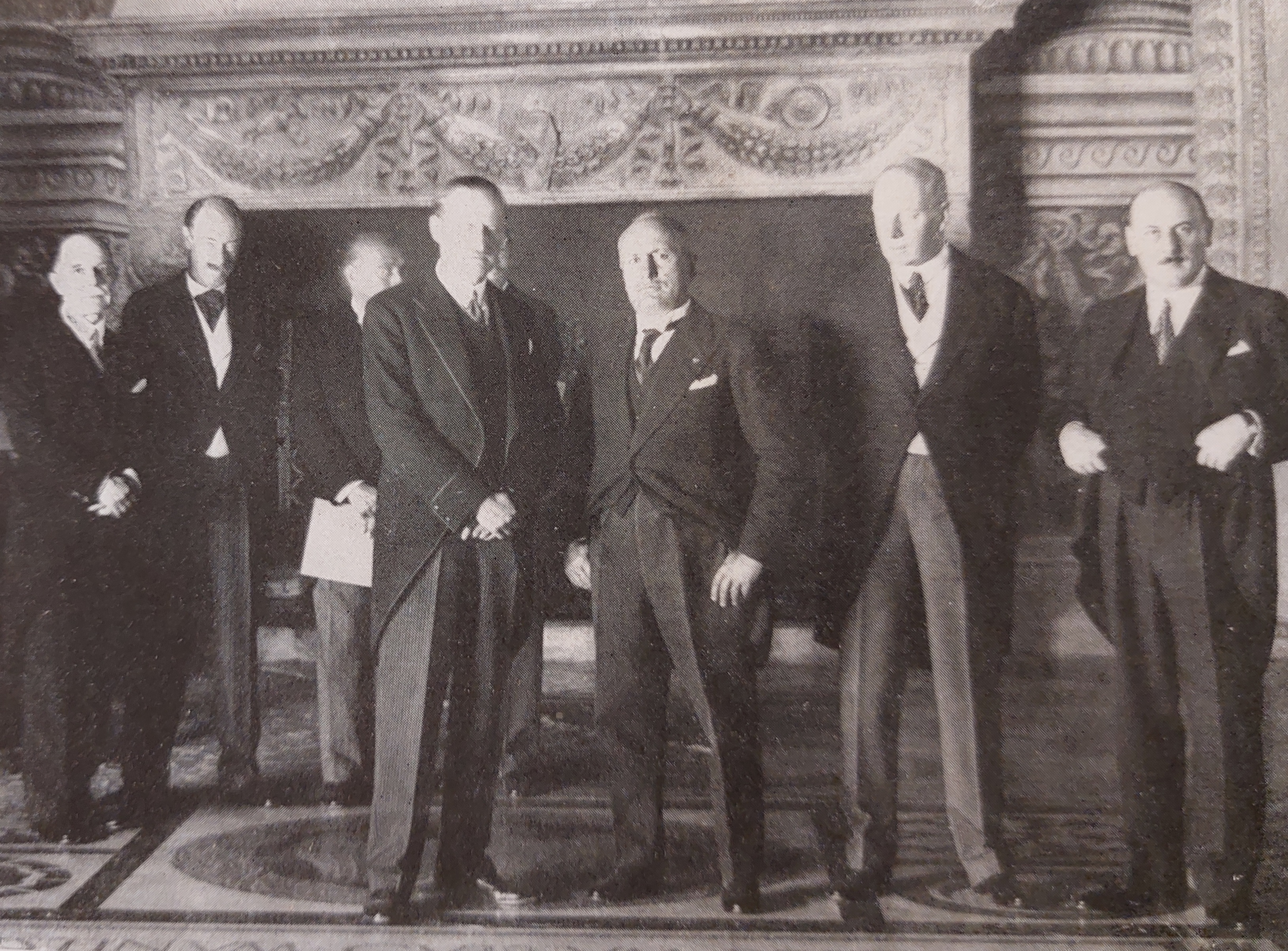
Benito Mussolini e gli ambasciatori a Palazzo Venezia a Roma, dopo la firma del patto, 15 luglio 1933
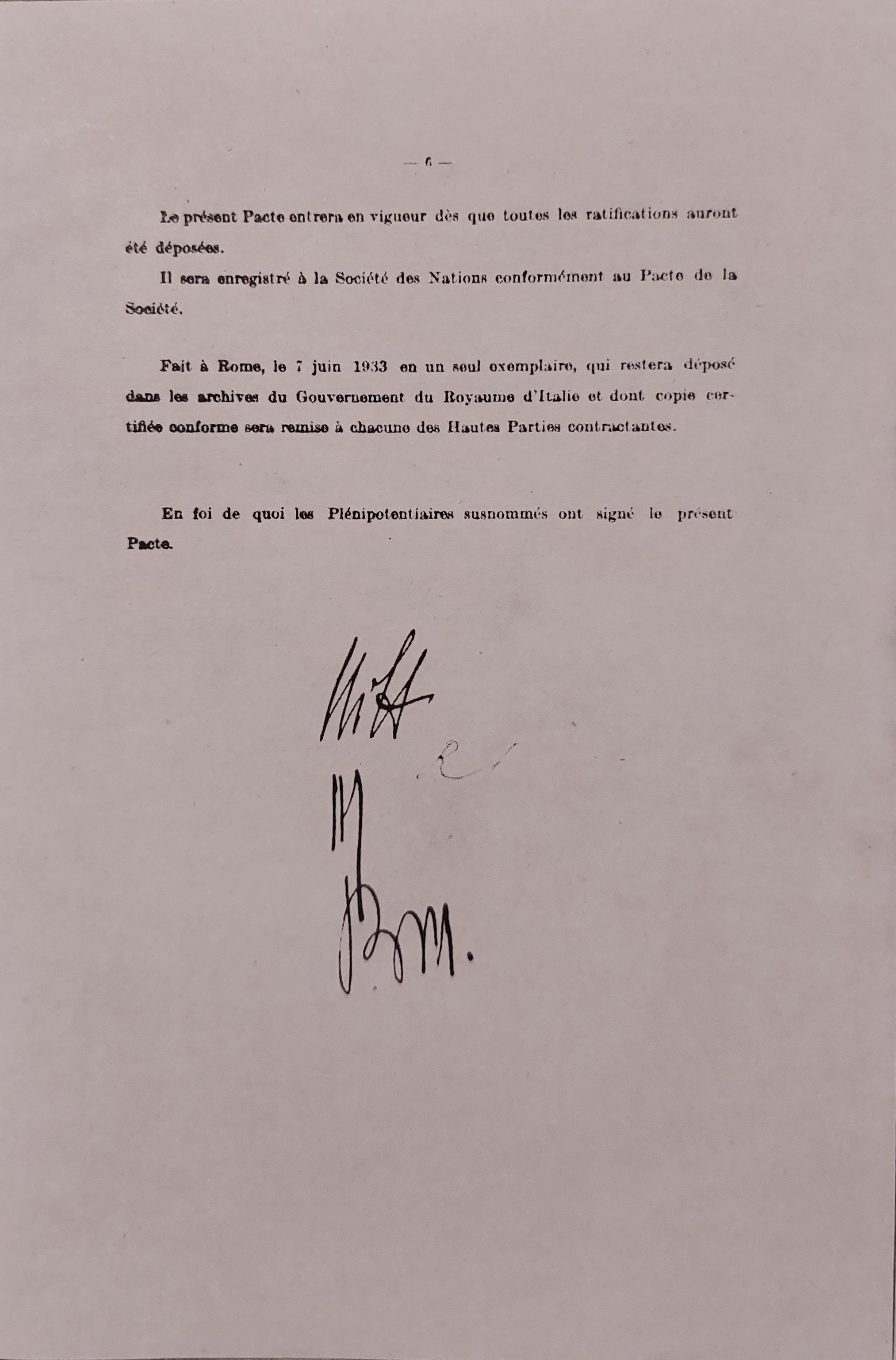
Sigle al Patto a quattro da Il patto Mussolini di Francesco Salata, 1933